# Corredores (tổng)
Corredores là một tổng trong tỉnh Puntarenas, Costa Rica. Tổng này có diện tích 620,6 km², dân số năm 2008 là 44180 người..